# 孔查斯
孔查斯是巴西圣保罗州的一个市镇。总面积468.243平方公里，总人口16274人，人口密度34.8人/平方公里。